# Chamanthedon
Chamanthedon é um gênero de traça pertencente à família Brachodidae.